# Lost Patrol
Lost Patrol is een computerspel dat werd ontwikkeld door Shadow Development en uitgegeven door Ocean Software. Het spel kwam in 1990 uit voor de Commodore Amiga en Atari ST. Een jaar later kwam er ook een versie uit voor DOS. In het spel speel je een soldaat tijdens de Vietnam-oorlog. Het spel bevat een kaart die van bovenaf wordt getoond en een scherm in firstperson perspectief waarin kan worden gevochten. Het spel is voorzien van videobeelden om de voortgang te laten zien.

## Platform
- Amiga (1990)
- Atari ST (1990)
- DOS (1991)

## Ontvangst
| Beoordeeld door             | Platform | Datum          | Score |
| --------------------------- | -------- | -------------- | ----- |
| ST Format                   | Atari ST | januari 1991   | 88%   |
| CU Amiga                    | Amiga    | maart 1990     | 83%   |
| The One                     | Amiga    | februari 1990  | 73%   |
| Zzap!                       | Amiga    | september 1990 | 70%   |
| Amiga Joker                 | Amiga    | oktober 1990   | 62%   |
| PC Leisure                  | DOS      | november 1990  | 60%   |
| Amiga Power                 | Amiga    | mei 1991       | 33%   |
| Computer Gaming World (CGW) | Atari ST | juni 1991      | 0%    |
| Computer Gaming World (CGW) | DOS      | juni 1991      | 0%    |
| Computer Gaming World (CGW) | Amiga    | juni 1991      | 0%    |